# Annette Bellavance
Pour les articles homonymes, voir Bellavance.
Annette Bellavance est une enseignante québécoise née à Sainte-Angèle-de-Monnoir le 9 décembre 1928.
Elle fut la directrice générale du collège Regina Assumpta de 1971 à 2005, puis Ambassadrice du Collège.

## Honneurs
- 2002 - Grand officier de l'ordre national du Québec[1]
- 2005 - Médaille de l'Assemblée nationale[2]